# 引脚

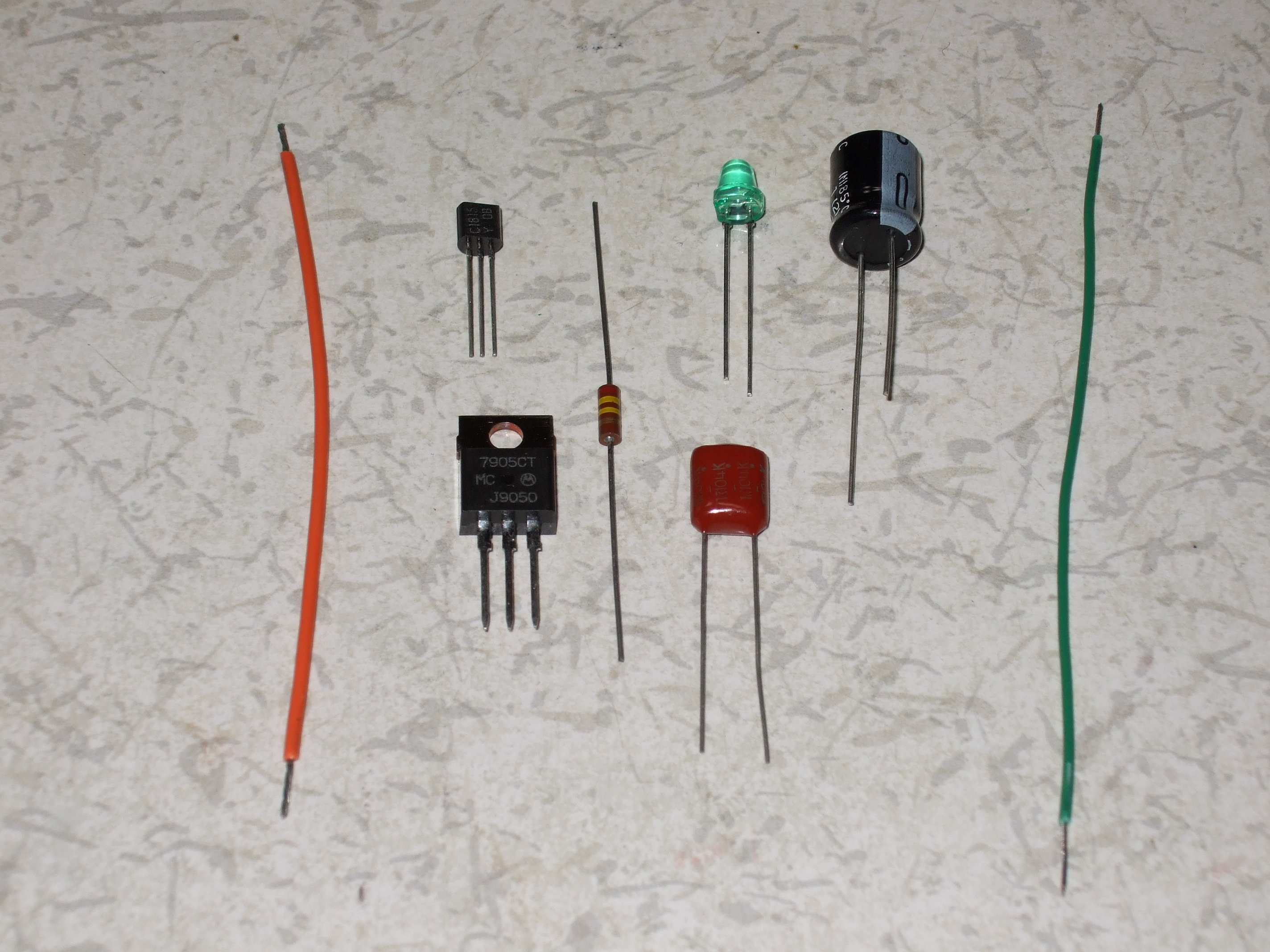
包括导线在内的各种引脚

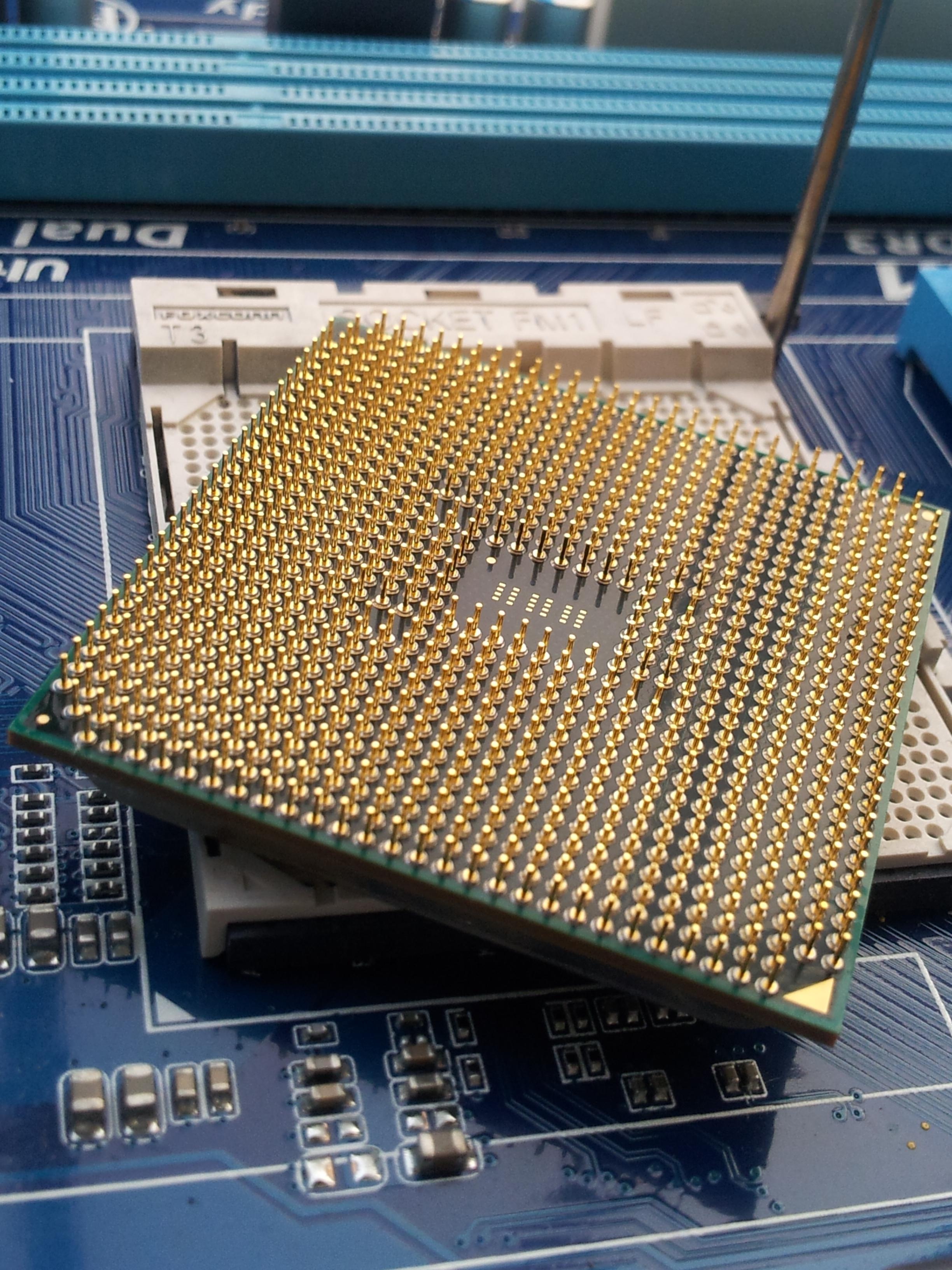
CPU 引脚

引脚（英文：lead），或称接脚或管脚，是指电子元件的末端露出部分（导线或焊接垫）。用于连接其他元件或进行探测和分析。如CPU等元件微小的引脚也称为针脚（英文：pin），通常下弯而成“丁”字形，便于同面包板等平台连接。